# ستيفن هولت (كرة سلة)
ستيفن هولت (بالإنجليزية: Stephen Holt)‏ مواليد 6 ديسمبر 1991 في بورتلاند، هو لاعب كرة سلة محترف أمريكي بدأ مسيرته الاحترافية في سنة 2014 يلعب في الدوري الإسباني لكرة السلة كلاعب هجوم خلفي ويحمل الرقم 14. يبلغ طوله 6 قدم 4 بوصة (1.9 م).

## روابط خارجية
- ستيفن هولت على موقع الدوري الإسباني لكرة السلة (الإسبانية)
- ستيفن هولت على موقع كرة السلة الأوروبية.كوم (الإنجليزية)
- ستيفن هولت على موقع كلية كرة السلة في سبورتس رفرنس.كوم (الإنجليزية)
- ستيفن هولت على موقع ريلجم (الإنجليزية)
- ستيفن هولت على موقع بروبوليرز (الإنجليزية)
- ستيفن هولت على موقع سبورتس رفرنس (الإنجليزية)
- ستيفن هولت على موقع سبورتس رفرنس (الإنجليزية)